# Summer 08
 (août 2016).
Si vous disposez d'ouvrages ou d'articles de référence ou si vous connaissez des sites web de qualité traitant du thème abordé ici, merci de compléter l'article en donnant les références utiles à sa vérifiabilité et en les liant à la section « Notes et références ».
Albums de Metronomy
Love Letters
(2014) Metronomy Forever
(2019)
Summer 08 est le cinquième album de Metronomy entièrement composé par Joseph Mount. Il est sorti le 1er juillet 2016 chez Because Music.

## Classement
Il a été classé no 9 dans le Top album en France.

## Pistes
| N° | Titre                           | Durée |
| -- | ------------------------------- | ----- |
| 1  | Back Together                   | 3:40  |
| 2  | Miami Logic                     | 3:20  |
| 3  | Old Skool                       | 5:13  |
| 4  | 16 Beat                         | 3:16  |
| 5  | Hang Me out to Dry (With Robyn) | 3:50  |
| 6  | Mick Slow                       | 5:02  |
| 7  | My House                        | 3:19  |
| 8  | Night Owl                       | 4:28  |
| 9  | Love's Not an Obstacle          | 3:15  |
| 10 | Summer Jam                      | 3:43  |